# Charles Lecocq
Alexandre Charles Lecocq , francoski operni in operetni skladatelj, * 3. junij 1832, Pariz, Francija, † 24. oktober 1918, Pariz, Francija.

## Življenje
Glasbo je študiral na Pariškem glasbenem konservatoriju, sočasno z Bizetom in Saint-Saënsom. Eden izmed njegovih profesorjev je bil Jacques Fromental Halévy.

### Delo
Kljub temu da je napisal več kot 30 oper in več kot 10 operet, je danes večinoma poznan kot avtor 
komične opere v treh dejanjih Hči gospe Angot, ki je bila krstno izvedena 4. decembra 1872 v Bruslju.
Poleg nje se je na odrih ohranila še opera Giroflé-Girofla.